# Zwirnen
Als Zwirnen wird das Zusammendrehen von Garnen oder Zwirnen zu einem Faden, dem Zwirn, auf Zwirnmaschinen bezeichnet.
Nach dem Verwendungszweck kann man zwei große Gruppen unterscheiden: Glatte Zwirne, die hauptsächlich zwecks Verbesserung der Reißfestigkeit und Gleichmäßigkeit hergestellt werden, und Effektzwirne, die im Endverbrauch eine Textilie verschönern oder eine Musterung beleben sollen.
Zum Zusammenzwirnen sind sowohl Stapelgarne und Filamente aus gleichartigem Material, Feinheit und Farbe als auch unterschiedliche Garnarten geeignet.

## Geschichte
Der älteste bisher gefundene, 30 Zentimeter lange Rest eines Stricks oder einer Kordel mit einer Gesamtdicke von 6 bis 8 Millimeter, entdeckt 1953 von André Glory in der Höhle von Lascaux und datiert auf 15.000 Jahre v. Chr., besteht bereits aus drei jeweils einfach in Z-Richtung verzwirnten Garnen aus Pflanzenfasern, die wiederum in S-Richtung miteinander verdreht wurden.

## Zwirndrehung

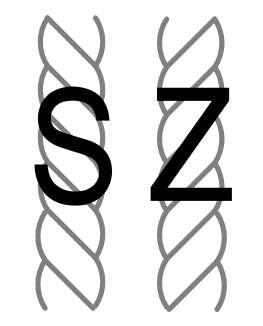
Zwirndrehung: S-Draht und Z-Draht

Für den Charakter des Zwirns sind die Richtung und die Anzahl der Drehungen wichtig, sowohl bei der Vorlage (d. h. dem Einzelfaden) als auch beim gezwirnten Garn. Ist die Richtung der Drehungsspirale gleich wie der Schrägstrich des Buchstaben „Z“, spricht man von Z-Drehung oder Z-Draht. Bei Drehungsspiralen, die der Richtung des Mittelteils des Buchstaben „S“ folgen, handelt es sich um Zwirne mit S-Drehung oder S-Draht.
Einfachgarne werden in der Regel in Z-Draht und Zwirne in S-Draht gefertigt.
Ist die Richtung der Zwirndrehung gleichläufig mit der Spinndrehung, entsteht ein sehr harter Zwirn (geeignet etwa für Reifencords).
Mit zunehmender Anzahl der Drehungen erhöht sich bis zum gewissen Grad die Reißfestigkeit des Zwirns (ungefähr um 20 %).

## Glatte Zwirne
Der Zweck des Zwirnens ist vor allem die Verbesserung der Reißfestigkeit und der Gleichmäßigkeit. Das Zwirnen ist unentbehrlich bei Garnen für viele Webketten (insbesondere aus reiner Wolle), Nähgarne sowie Ketten für den Reifencord.

### Vorbereitungsverfahren
- Stapelfasergarne neigen zum Kringeln[4] Um das zu vermeiden, werden Garne vor dem Zwirnen 15–30 Minuten bei 60–80 °C gedämpft.
- Sprengen mit Emulsion (ca. 0,5 % des Garngewichtes) aus Fettsäure.

Zweck: Reduzierung des Garnabriebs bei der Weiterverarbeitung
- Die Vorlage für die Zwirnmaschine besteht in der Regel aus gefachtem Garn, das heißt, 2–6 Fäden werden als ein Strang auf eine Spule aufgewickelt.

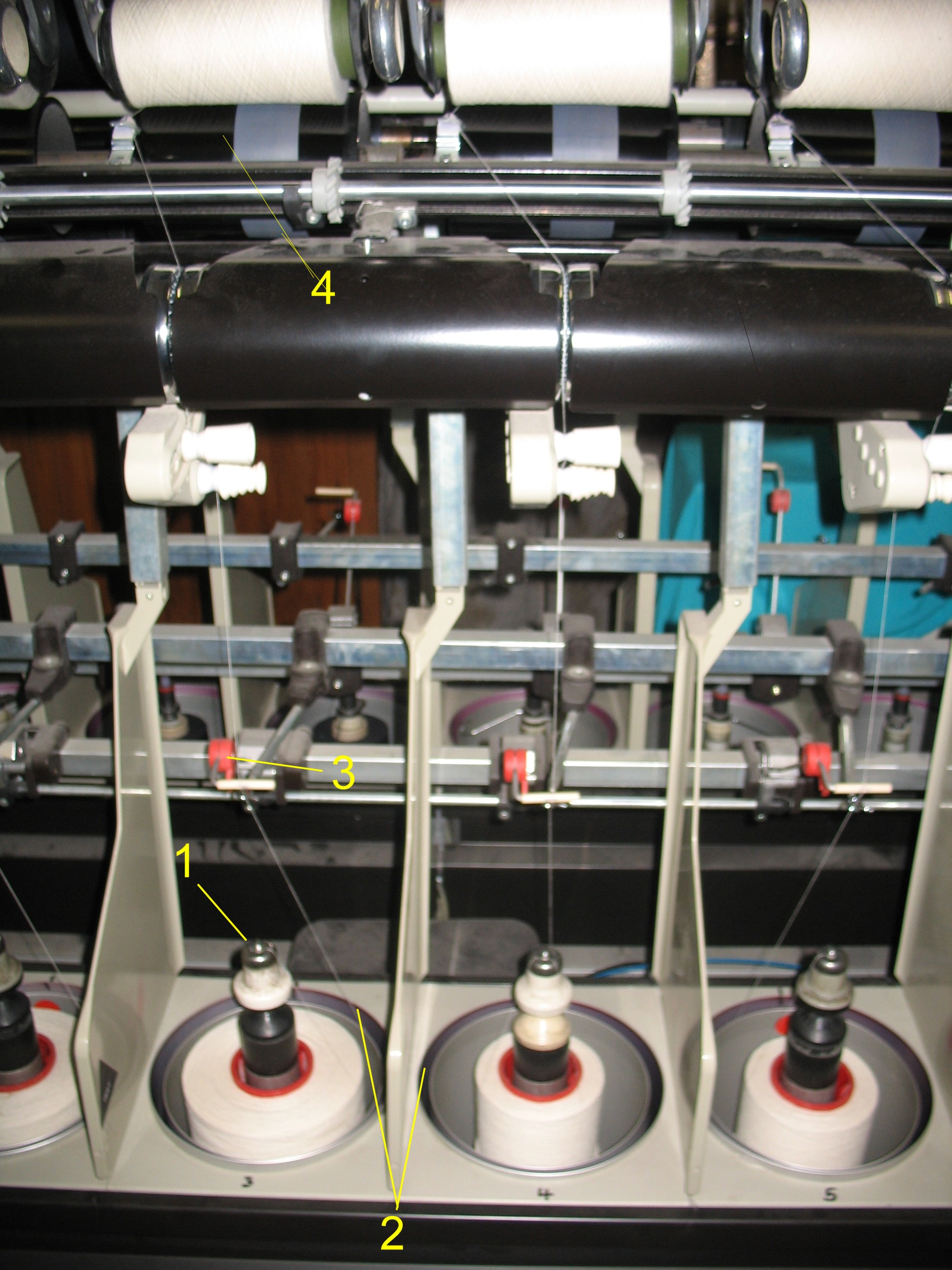
Doppeldrahtzwirnmaschine Baujahr ca. 1975

### Das Zwirnen
Die bekanntesten sind folgende vier Verfahren: Doppeldraht-, Ring- und Stufenzwirnen und für spezielle Zwecke das Kablieren, wobei nach dem Doppeldrahtverfahren die meisten glatten Zwirne hergestellt werden.
Funktion der Doppeldrahtmaschine:
Die Vorlage wird auf die Hohlspindel (1) im feststehenden Topf (2) aufgesteckt. Das Garn läuft von oben durch die Spindel nach unten, an der Topfaußenwand zum Fadenführer (3) und weiter zur Aufwickelvorrichtung (4). Bei jeder Spindelumdrehung erhält das Garn eine Drehung zwischen der Vorlagespule und Spitze der Hohlspindel und eine zweite zwischen dem unteren Spindelausgang und dem Fadenführer.
Die Doppeldrahtmaschinen können etwa 12.000 Spindeltouren pro Minute erreichen.
Für das Zwirnen kleinerer Partien und für einige Spezialverwendungen sind Ring- oder Stufenzwirnmaschinen besser geeignet.

## Effektzwirne
In der Regel wird ein Effektzwirn gebildet aus

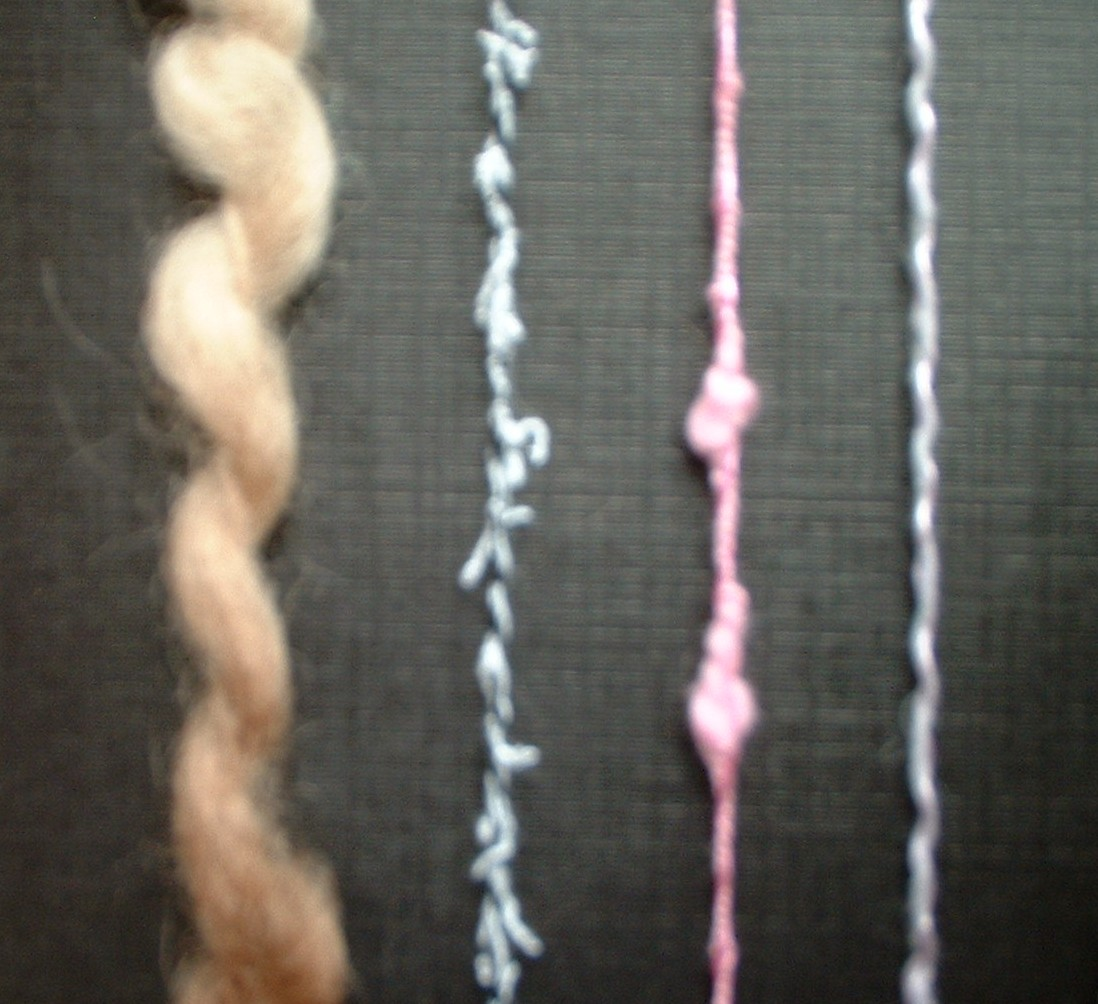
Effektzwirne

- Grundfaden (Einfachgarn oder Zwirn)
- Effektfaden- oder Faserlunte (regelmäßig oder unregelmäßig eingebunden)
- (eventuell) Fixierfaden (einfach oder gezwirnt)

Die Effekte werden
- um den Grundfaden gewickelt, dabei entstehen Bouclé, Loop, Frottée, Ondé u. ä.
- zwischen zwei Grundfäden eingebunden bei Chenille, Noppen, Flamme u. Ä.

Auf dem Bild rechts werden (von links nach rechts) gezeigt: Bouclé, Loop, Noppen und Ondé.
Den Effektzwirnen werden manchmal auch Kreppzwirne zugeordnet. Das sind glatte Zwirne mit überhöhter Drehung, die beim Einsatz im Gewebe eine besonders kernige Oberfläche bewirken (Chiffon, Crêpe de Chine, Crêpe Georgette u. ä.).

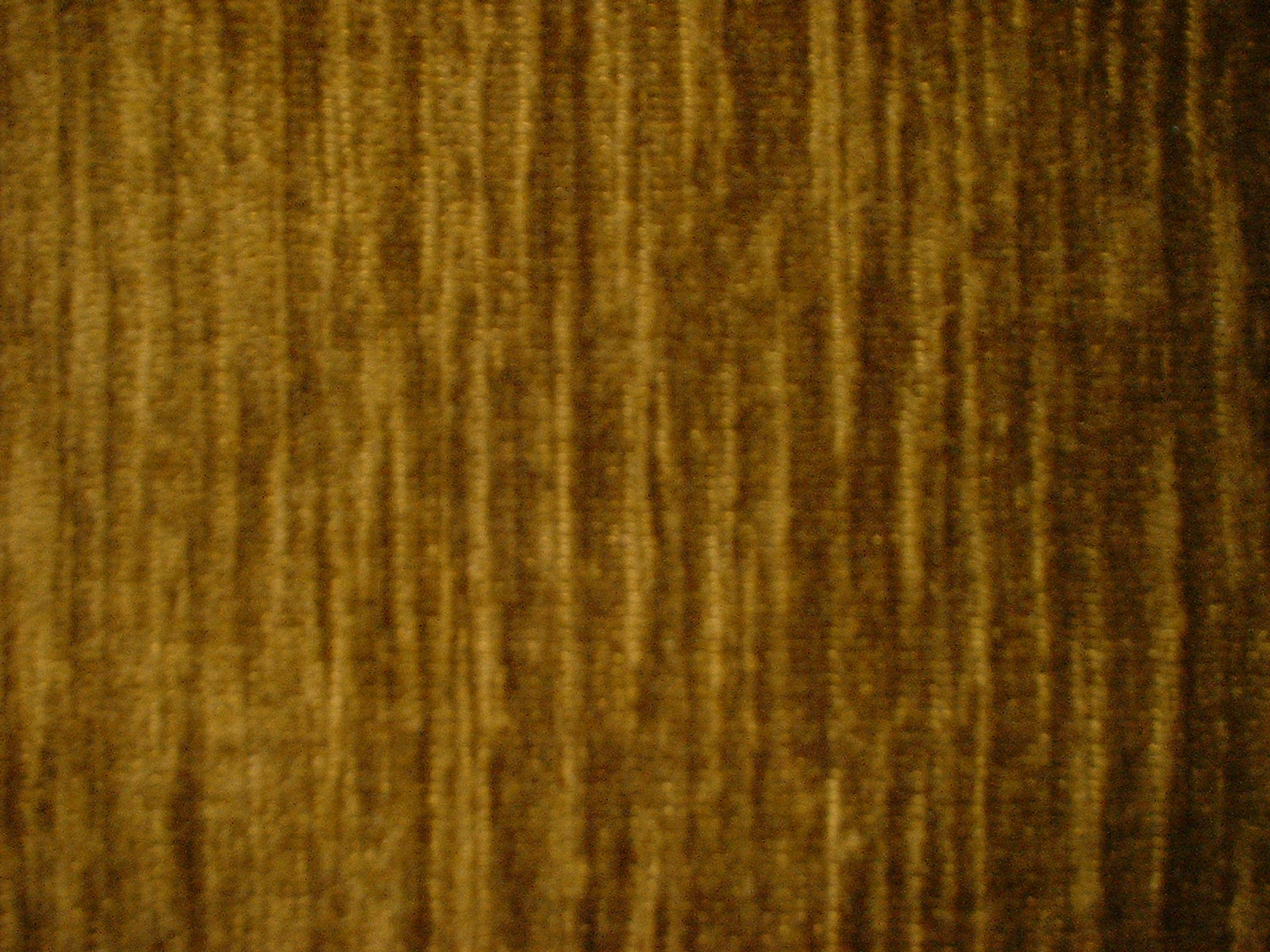
PAN-Dekostoff aus Filament in der Kette und Chenille (360 tex) im Schuss

Verwendung der Effektzwirne: Dekorationsstoffe, Handstickgarne, modische Web- und Maschenware und als Einzelfäden für modische Effekte in Textilien aller Art.

### Herstellung
Die meisten Effektgarne werden auf Ringzwirn- und Hohlspindelmaschinen hergestellt.
Die Zufuhrwalzen sind für durchgehend variable Geschwindigkeit angepasst. An einigen Maschinen wird auch ein Streckwerk installiert, das Faserlunte in unterschiedlicher Stärke liefern kann.
Das Zwirnen auf Ringzwirnmaschinen wird oft in 2–3 Passagen durchgeführt, der fertige Zwirn wird meistens auf Kreuzspulen gewickelt.
An modernen Hohlspindelmaschinen wird der zugeführte Faden (oder Fäden) durch den Hohlraum der Spindel geleitet und mit einem Drallhaken verdreht. Die Drehung wird gleichzeitig mit einem Faden vom auf der Spindel aufgesetzten Kops fixiert. Die Drehungen der Spindel können sich von der Geschwindigkeit des Drallelements unterscheiden und dadurch das Aussehen und den Griff des Zwirns wesentlich beeinflussen.
Bekannt sind auch Kombinationen des Hohlspindel- und Ringzwirnverfahrens.
Hersteller von Spezialmaschinen fürs Effektzwirnen bieten Anlagen an, die eine Musterung in bis zu 2000 Varianten ermöglichen.